# Nikolaj Sonne
Nikolaj Sonne (født 1977) studievært og journalist. 
Nikolaj Sonne var i 1990'erne statist i programmet Rene ord for pengene på DR1. Han har været vært på DR2's gadgetprogram So ein Ding fra 2009 til 2018. Han var fra 2005 til 2008 journalist og vært på Gear-TV for gadgetmagasinet Gear. I 2011 modtog han DR's Sprogpris for bl.a. det sproglige arsenal af lydord, metaforer, ironi og ansigtsudtryk, som Nikolaj Sonne besidder, formår han uge efter uge at formidle et stofområde så levende og præcist, at også seere uden forhåndsinteresse og indsigt i gadget-verdenen bliver hængende og ligefrem oplever, at de begynder at forstå, hvordan diverse elektroniske produkter fungerer."